# Popis hrvatskih veleposlanika u Slovačkoj
Republika Hrvatska i Slovačka Republika održavaju diplomatske odnose od 1. siječnja 1993. Sjedište veleposlanstva je u Bratislavi.

## Veleposlanici
Veleposlanstvo Republike Hrvatske u Slovačkoj Republici osnovano je odlukom predsjednika Republike od 29. siječnja 1993.
| Veleposlanik              | Postavljenje       | Opoziv              | Sjedište   |
| ------------------------- | ------------------ | ------------------- | ---------- |
| Ivica Tomić               | 12. svibnja 1993.  | 1. ožujka 1996.     | Bratislava |
| Gjuro Deželić             | 8. svibnja 1996.   | 31. listopada 2000. | Bratislava |
| Andrea Gustović Ercegovac | 6. lipnja 2001.    | 30. studenoga 2006. | Bratislava |
| Tomislav Car              | 1. siječnja 2007.  | 10. veljače 2012.   | Bratislava |
| Jakša Muljačić            | 1. listopada 2012. | 31. kolovoza 2017.  | Bratislava |
| Aleksandar Heina          | 1. rujna 2017.     |                     | Bratislava |

## Vanjske poveznice
- Slovačka na stranici MVEP-a